# Plopi, Cantemir
Plopi este satul de reședință al comunei cu același nume  din raionul Cantemir, Republica Moldova.

## Demografie

### Structura etnică
Structura etnică a satului Plopi conform recensământului populației din 2004:
| Grup etnic                                               | Populație | % Procentaj  |
| -------------------------------------------------------- | --------- | ------------ |
| Băștinași declarați Moldoveni Băștinași declarați Români | 546 1     | 69,20% 0,13% |
| Bulgari                                                  | 145       | 18,38%       |
| Ruși                                                     | 42        | 5,32%        |
| Ucraineni                                                | 39        | 4,94%        |
| Găgăuzi                                                  | 12        | 1,52%        |
| Alții                                                    | 4         | 0,51%        |
| Total                                                    | 789       |              |